# Carla Vangelista
Carla Vangelista (Roma, 2 aprile 1954 – Roma, 2 febbraio 2023) è stata una scrittrice, sceneggiatrice, traduttrice e dialoghista italiana.

## Biografia
Lavorò per più di vent'anni nel mondo del doppiaggio come traduttrice e dialoghista, adattando più di cento film fra i quali Magnolia di Paul Thomas Anderson, Prick Up Your Ears e My Beautiful Laundrette di Stephen Frears, L'uomo che non c'era dei fratelli Coen, The Hours di Stephen Daldry, Il pianista di Roman Polański, The Others di Alejandro Amenábar, Insomnia di Christopher Nolan e La casa degli spiriti di Bille August.
Fu traduttrice e consulente di letteratura anglo-americana della casa editrice Baldini & Castoldi.
Per il teatro scrisse Solo per Amore, commedia vincitrice del premio Under 35 e segnalazione speciale dell'Istituto del Dramma Italiano.
Come sceneggiatrice Carla Vangelista firmò Troppi equivoci (2006), Signorina Effe (2007), Parlami d'amore (2008), Un altro mondo (2010), Le leggi del desiderio (2015).
Insieme a Silvio Muccino, scrisse Parlami d'amore  (2006, Rizzoli)  e Rivoluzione N.9 (2011, Mondadori). Nel 2009 uscì il suo romanzo Un Altro Mondo, edito da Feltrinelli. Nel 2017 pubblicò con Harper&Collins L'Uso Improprio dell'Amore. Fece uscire nel 2011 per -Itinerari del Corriere della Sera - Inediti d'autore - " L'attesa".

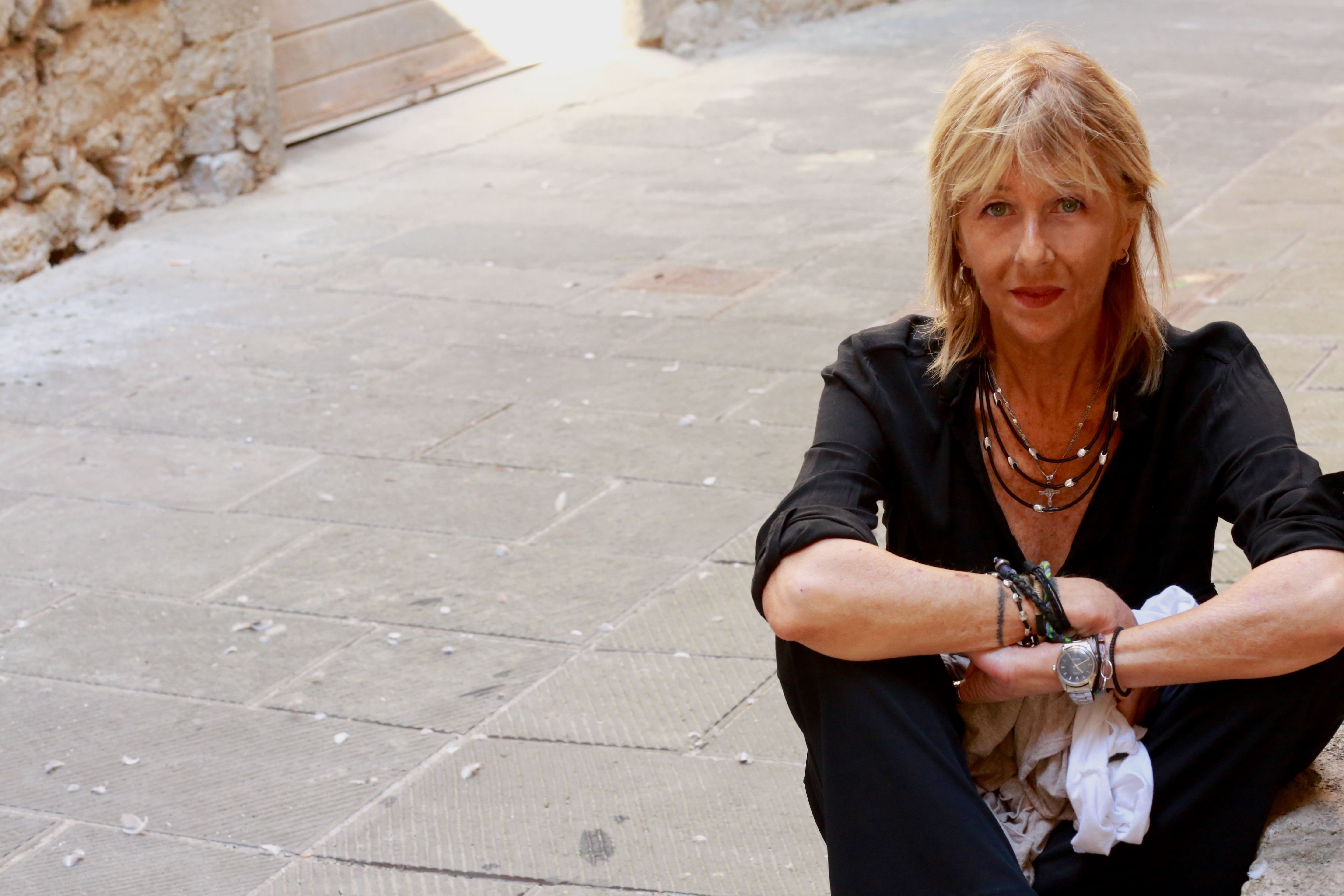
Carla Vangelista a Todi

Collaborò con il settimanale Grazia.

## Opere
- Carla Vangelista, Un altro mondo, Feltrinelli, 2009, ISBN 9788807702044.
- Silvio Muccino e Carla Vangelista, Parlami d'amore, collana 24/ 7, 1. ed, Rizzoli, 2006, ISBN 978-88-17-01299-7.
- Carla Vangelista, La ragazza che si trucca, HarperCollins Italia, 2017, ISBN 9788858978368.
- Carla Vangelista, L'uso improprio dell'amore, HarperCollins Italia, 2017, ISBN 9788858971727.